# Несодден
Несодден (норв. Nesodden) — коммуна в губернии Акерсхус в Норвегии. Административный центр коммуны — город Несоддтанген. Официальный язык коммуны — букмол. Население коммуны на 2007 год составляло 16 868 чел. Площадь коммуны Несодден — 61,47 км², код-идентификатор — 0216.

## История населения коммуны
Население коммуны за последние 60 лет.

Статистика коммуны Несодден